# Borsuki-Kolonia
Borsuki-Kolonia – wieś w Polsce położona w województwie mazowieckim, w powiecie pułtuskim, w gminie Zatory. Ma status sołectwa.
W skład sołectwa Borsuki-Kolonia wchodzi także wieś Łęcino.
W latach 1975–1998 miejscowość administracyjnie należała do województwa ostrołęckiego.